# The Stone Roses
A The Stone Roses egy 1983-ban alapított angol alternatív rock együttes Manchesterből, egyik úttörő zenekara volt a 80-as évek vége és a 90-es évek eleje között virágzó Madchester mozgalomnak. 

## Története
Habár az együttes eddig mindössze két albumot jelentetett meg több mint harmincéves fennállásuk során, legnépszerűbb az 1989-ben megjelent The Stone Roses debütáló albumuk, amely a 497. helyen szerepel a Rolling Stone magazin minden idők 500 legjobb albuma listáján, valamint az 1001 lemez, amit hallanod kell, mielőtt meghalsz című könyvben.Ez az album tartalmazza az együttes legnagyobb slágereit is, mint például az "I Wanna Be Adored"-t és a "Fools Gold"-ot.

## Diszkográfia
- The Stone Roses (1989)
- Second Coming (1994)

## Fordítás
- Ez a szócikk részben vagy egészben  a   The Stone Roses című angol Wikipédia-szócikk fordításán alapul.  Az eredeti cikk szerkesztőit annak laptörténete sorolja fel. Ez a jelzés csupán a megfogalmazás eredetét és a szerzői jogokat jelzi, nem szolgál a cikkben szereplő információk forrásmegjelöléseként.